# Hospital de Leza
El Hospital de Leza es un hospital público de estilo arquitectónico modernista ubicado en el municipio de Laguardia, Álava (España) que está integrado en Osakidetza, el Servicio Vasco de Salud. En sus comienzos, el entonces conocido como Sanatorio Antituberculoso de Leza, albergó a pacientes con enfermedades respiratorias como la tuberculosis.

## Localización
Se encuentra en el término municipal de Laguardia, junto a la carretera A-124 Logroño-Vitoria, a 5 km de Laguardia, a 1,5 km de la localidad de Leza, a 15 de Logroño y a 49 de Vitoria.

### Justificación de la ubicación
En 1888 el doctor Agustí Bassols i Prim publicó Climatoterapia Española en la tisis pulmonar. En la obra, se realizó un exhaustivo análisis climatológico para localizar los lugares geográficos concretos que podrían utilizarse como hospitales teniendo en cuenta factores como la calidad del aire, la altura, la temperatura, los vientos o la orientación.

Un  buen  sanatorio  para  los  tísicos  debe  gozar  de  días  serenos  en suficiente número, y aunque es verdad que, según sea el país más o menos caluroso, así convendrá mayor o menos cantidad de luz solar directa, es la verdad que esta es una circunstancia que juega un papel de primer orden en la climatoterapia de los tísicos.
Agustí Bassols i Prim (1888)

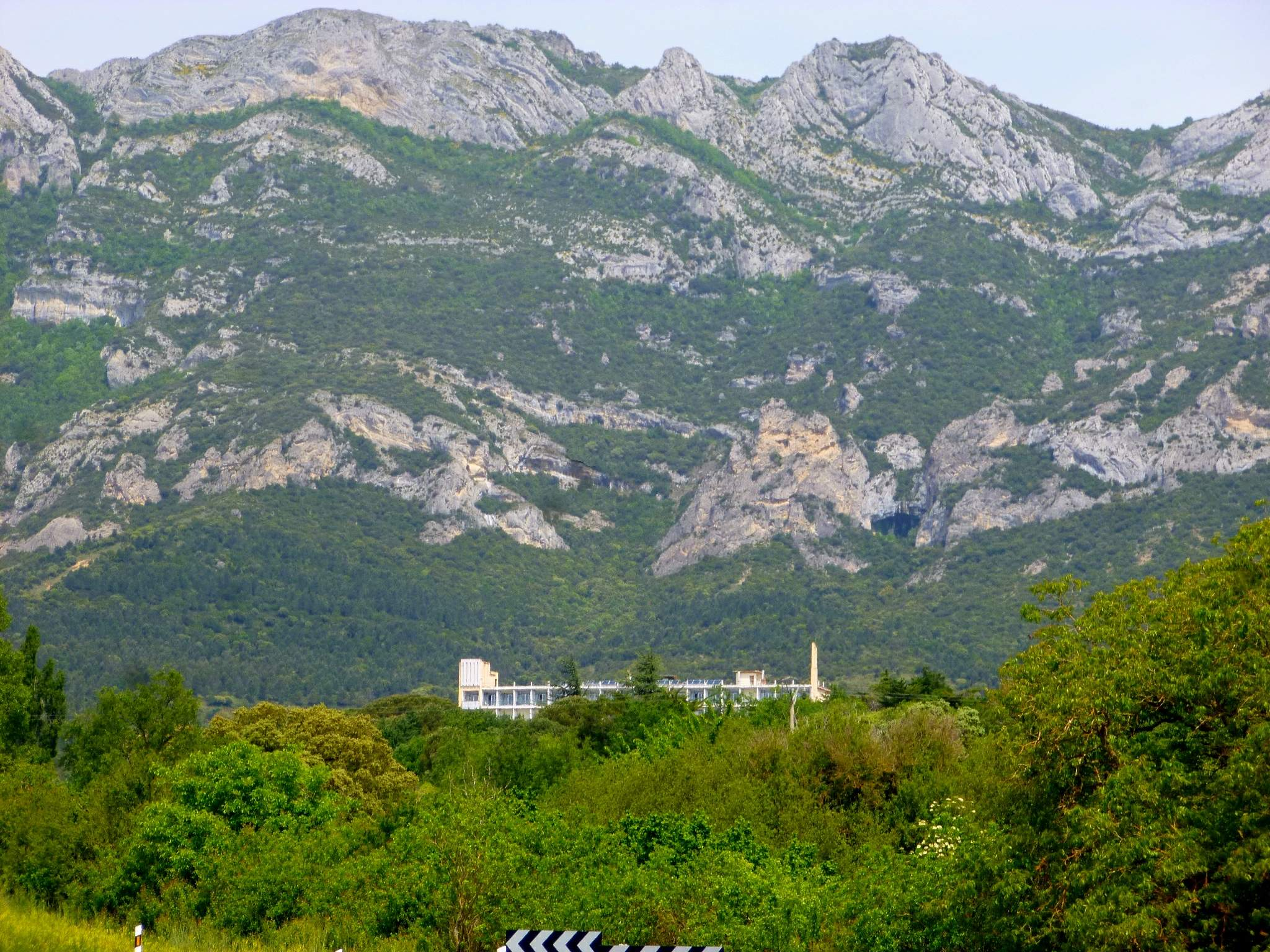
Hospital de Leza con la sierra de Cantabria al fondo

Al contrario de lo que sucedía con los dispensarios, que se ubicaban en zonas urbanas, los sanatorios buscaban la mayor salubridad posible en las áreas periféricas y cercanas a la naturaleza. Se pretendía, además, incorporar un componente de arte y paisajismo para mejorar las experiencias y la salud de las  personas que allí permanecían ingresadas mientras luchaban por su vida. A partir de 1897, año en el que se inaugura el primer sanatorio antituberculoso en España en Busot (Alicante), se inicia la construcción de un gran número de ellos bajo el amparo del Real Patronato Central de Dispensarios e Instituciones Antituberculosas creado en 1908.
La singularidad del paisaje de Leza y la cercanía de la sierra de Cantabria hacían el lugar  donde se ubicó el sanatorio el sitio idóneo para el tratamiento de la tuberculosis.

## Historia

### Tuberculosis

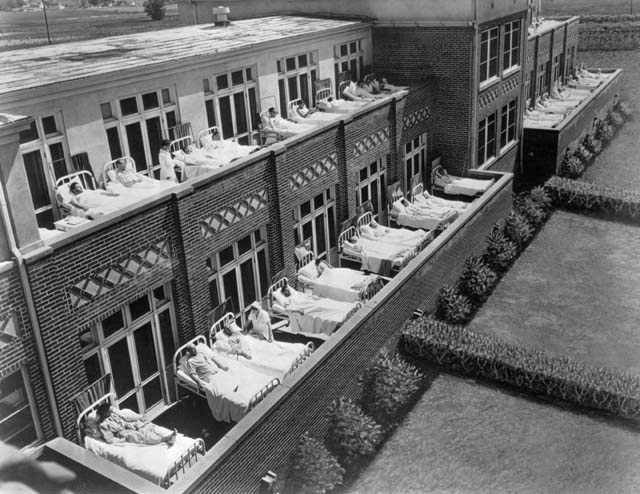
Pacientes de tuberculosis al sol en un hospital de Colorado, EE. UU.

La tuberculosis, enfermedad respiratoria grave y de fácil contagio, alcanzó su máxima extensión en el siglo XIX en el contexto de los desplazamientos masivos del campesinado hacia las ciudades y el desarrollo de la Revolución Industrial. A raíz de ello y desde que en 1882 se descubriera el bacilo de la tuberculosis, se desencadenó una carrera científica para obtener una cura efectiva que redujera la mortandad. Las casas de curación y los sanatorios especializados proliferaron en todo el mundo, aislando a las personas enfermas con el objetivo de romper la cadena de transmisión e intentar su curación.
En España, con el auge de la industrialización y el aumento de la insalubridad en las ciudades, la tuberculosis era la primera causa de muerte a principios del siglo XX, lo que se concretaba en cerca de cincuenta mil fallecimientos anuales. Por ello, comenzaron a construirse sanatorios en distintos puntos del país, generalmente ubicados en zonas montañosas o junto al mar.
Más adelante, la aparición de la nueva medicina y de la vacunación supuso la eliminación de la tuberculosis como causa principal de mortalidad de la población mundial y española, lo que trajo consigo la paralización de las nuevas obras de este tipo de sanatorios y la reconversión de los existentes en hospitales generalistas, como fue el caso del de Leza.

### Comienzos
El proyecto para la construcción del sanatorio surge por el empeño personal del periodista Alfredo Rodríguez Antigüedad que, tras contraer la tuberculosis y conocedor de los pocos recursos públicos disponibles en Álava, plantea la creación del hospital a partir de medios privados. Constituye la sociedad Alfredo Rodríguez Antigüedad y Cía. y, junto con el constructor Francisco Sagarzazu,  compra la finca conocida como Venta de Leza, junto a la localidad del mismo nombre. Para el diseño del edificio se contrató al arquitecto guipuzcoano Pablo Zabalo Ballarin (1893-1961), que inició su trabajo inspirándose en el pabellón antituberculoso que José Manuel Aizpúrua, Eduardo Lagarde y Manuel Sánchez Arcas presentaron al concurso de un hospital para San Sebastián en 1933. Zabalo también tuvo como referencia el Hospital de la Fuenfría de Cercedilla, inaugurado en 1921 por Alfonso XIII.

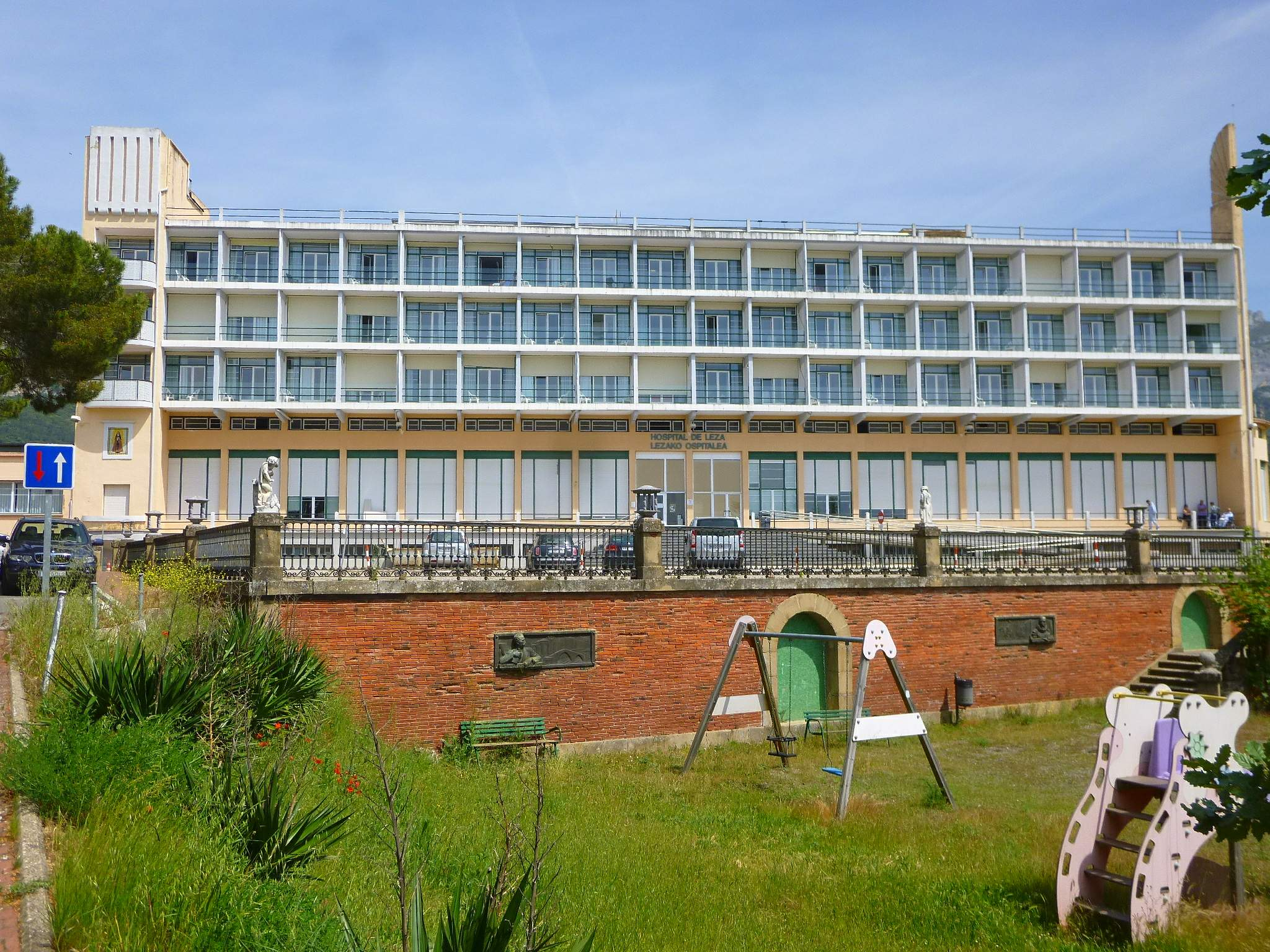
Vista general del hospital desde los jardines

El proyecto de Zabalo tuvo un competidor, el diseño del arquitecto provincial Julián Apraiz, presentado por la Diputación de Álava, que no pudo seguir adelante con su propuesta por falta de medios, aunque probablemente tampoco nunca habría llegado a ser construido por su estilo excesivamente clasicista.
Sin terminar aún la obra, y tras la polémica generada por la solicitud de las alcaldías de varias localidades próximas para que pudieran ingresar pacientes con pocos recursos, la Diputación de Álava compró el edificio, rematando su construcción con la colaboración económica de la Caja de Ahorros provincial y del Instituto Nacional de Previsión,  y haciéndose cargo posteriormente de su gestión. El sanatorio fue construido entre mayo de 1934 y agosto de 1935.
Desde 1948 hasta el año 1978 el Sanatorio de Leza funcionó como hospital regional especializado en cirugía torácica. A raíz de la transferencia de la sanidad a la Comunidad Autónoma del País Vasco en 1981, se ampliaron considerablemente sus servicios.

### SigloXXI
En 2025 el hospital es el centro de referencia de la OSI (Organización Sanitaria Integrada) de Rioja Alavesa creada el 1 de enero de 2016 y dependiente de Osakidetza, el Servicio Vasco de Salud. Integra la atención primaria y la hospitalaria en una misma organización y se extiende geográficamente desde Labastida hasta Oyón atendiendo a cerca de 11.500 habitantes. Además de ofrecer servicios generales a la población de la comarca, también presta atención a la ciudadanía de todo el territorio de Álava en patologías que requieren rehabilitación y convalecencia de media y larga estancia, siendo en este ámbito una organización de referencia en la sanidad pública vasca. Cuenta con 63 camas para hospitalización y presta asistencia en consultas externas y servicio de urgencias, medicina interna y consultas de apoyo de: psiquiatría, rehabilitación, ginecología, obstetricia, traumatología y dermatología.

## Arquitectura

### El edificio

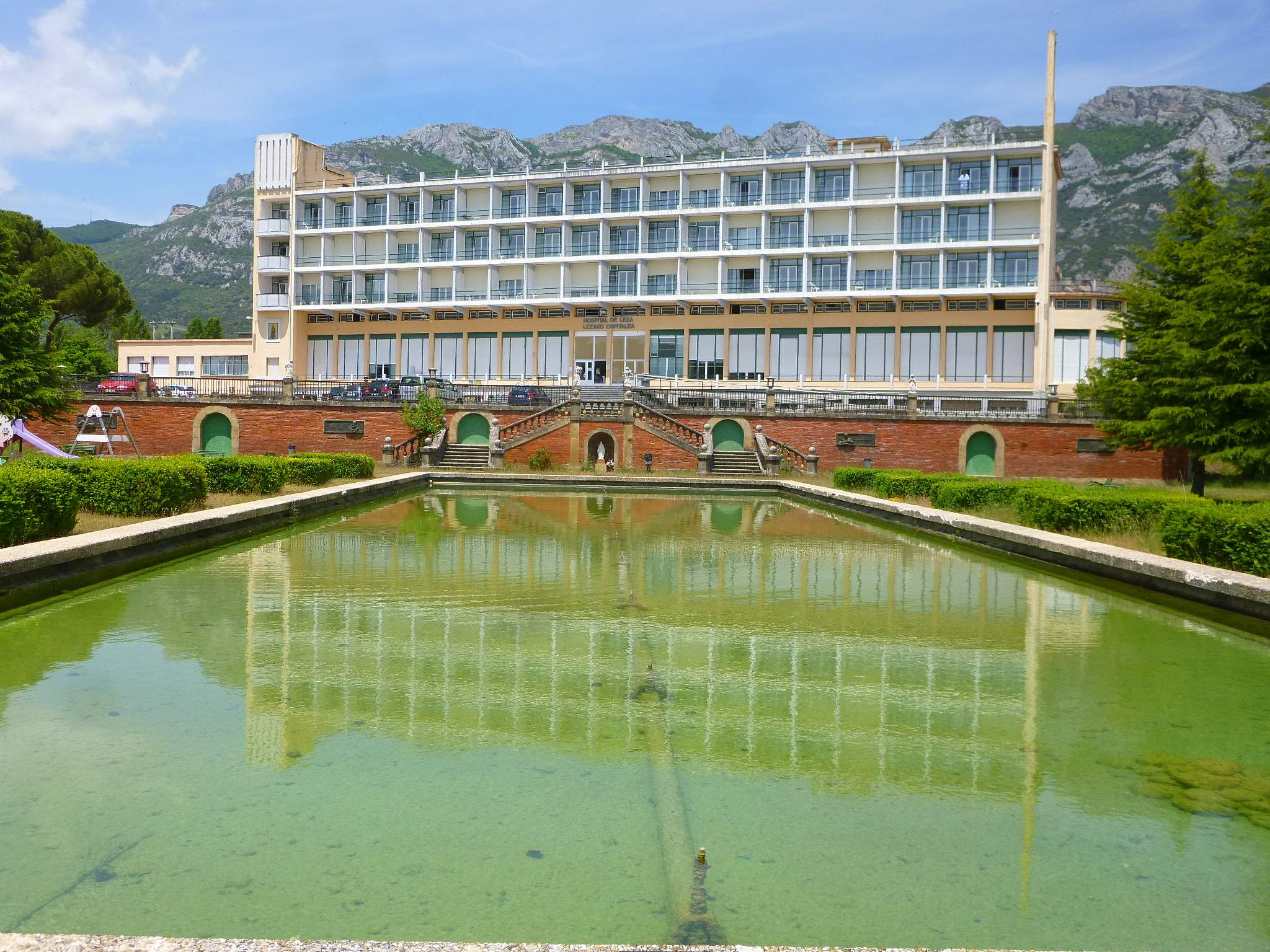
Estanque de la zona ajardinada

Constituye un ejemplo de los nuevos hospitales que aparecen a principios del siglo XX y que recogen las recomendaciones de la nueva ciencia médica, posibilitando un tratamiento particularizado de la enfermedad, con una organización interna en espacios individualizados o dobles y dejando los servicios comunes como el comedor en la planta baja. Además, fue un ejemplo de algunas soluciones constructivas muy novedosas para la época. En primer lugar, el completo acristalamiento del cerramiento exterior de las habitaciones. La segunda, la cubierta plana pensada para ser empleada como solarium, como en otros hospitales europeos. De acuerdo con los planos del proyecto de Pablo Zabalo Ballarín la organización constructiva del edificio, de estilo modernista, era la siguiente:
- Planta sótano: dormitorios, baños, sala de costura, plancha, lavadero y desinfección, sala de estar, despensa y economato, comedor, cocina y comedor de servicio.
- Planta baja: vestíbulo, capilla, administración, aseos, dormitorios de médicos, baños, peluquería, despachos, laboratorios, sala de operaciones, sala de rayos X, sala de juegos y biblioteca, office y comedor.
- Plantas altas: habitaciones con terraza, dormitorios, aseos y terrazas.

El edificio en bloque presenta dos fachadas muy diferenciadas: la fachada sur o principal, donde las plantas que albergan las habitaciones-terraza dan lugar a una malla a modo de gran brise soleil en toda su extensión; en la fachada norte, más cerrada, se instala el núcleo de comunicaciones verticales; en la planta baja de esta fachada se adosa un volumen donde se ubica la capilla. La planta baja alberga los servicios y se eleva por encima de un zócalo por el que asoma la planta semisótano. Esta planta está rematada en el lado este por una rotonda donde se sitúa el comedor. La cubierta, transitable, está delimitada por el cuerpo que alberga la sala de máquinas y por un elemento figurativo con un reloj de sol y un pararrayos.

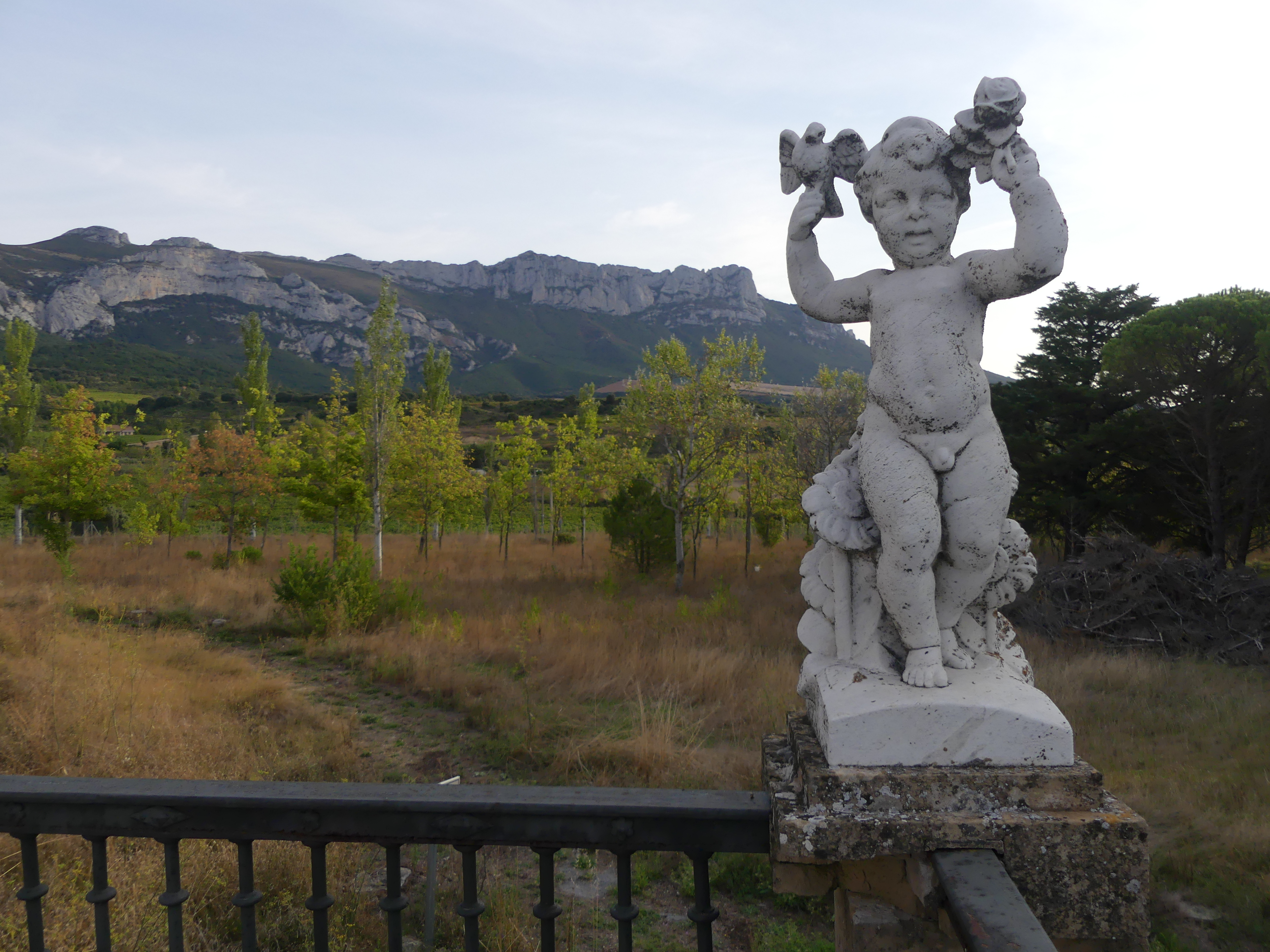
Escultura en mármol de Joaquín Lucarini en Leza

El Hospital de Leza está incluido en el catálogo de la Fundación DOCOMOMO Ibérico, entidad dedicada al estudio y la conservación de la arquitectura del movimiento moderno en España y Portugal.

### Los jardines
Cercano a una zona de pinares, el hospital cuenta con un amplio jardín, con un estanque de agua y varios bancos diseñado en su origen para que las personas que necesitaran convalecencia larga pudieran distraerse y pasear. Al encargarse la Diputación de Álava de la continuación de la construcción después de la compra del edificio, se hizo cargo del ajardinamiento el ingeniero de montes Julián Echenique, lo que dio como resultado un estilo más regionalista que nada tenía que ver con el carácter vanguardista del sanatorio proyectado por Zabalo. En 2025 los jardines necesitan labores de rehabilitación.

## Arte escultórico en Leza: Lucarini

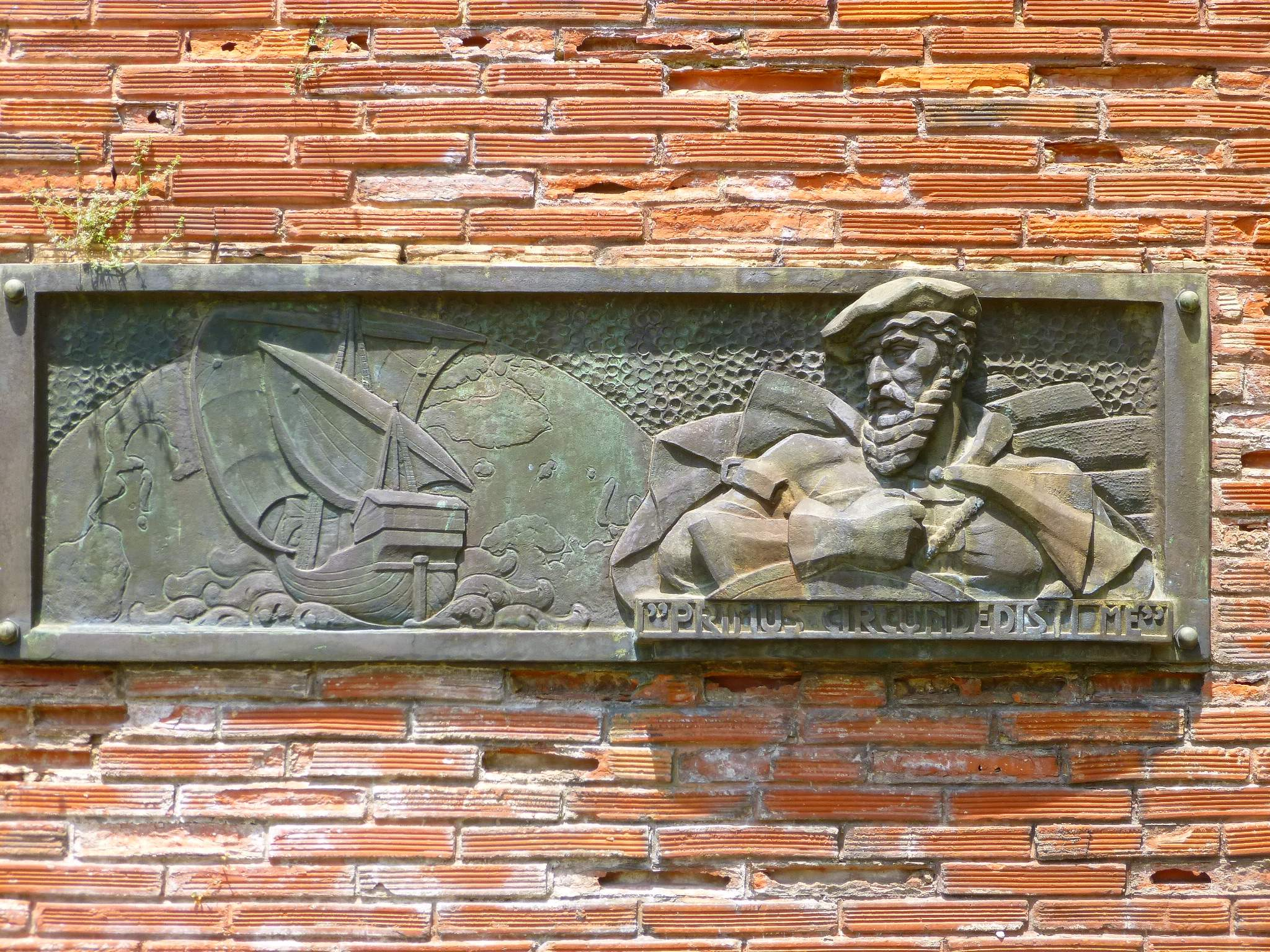
Altorrelieve en bronce de Juan Sebastián Elcano, de Joaquín Lucarini

El escultor alavés Joaquín Lucarini (1905-1969) está presente con varias obras de bella factura en el conjunto del Hospital de Leza y sus jardines, todas encargadas por la Diputación alavesa. Adornando la balaustrada que cierra la terraza que se abre sobre los jardines hay seis esculturas de niños realizadas en mármol italiano.
Asimismo, sobre los muros de ladrillos de ambos lados de la escalera que baja a la zona ajardinada hay cuatro altorrelieves rectangulares de bronce del mismo artista, fechados en 1935. En cada una de ellos se representa la figura de un personaje con un motivo alegórico a su vida u obra y una inscripción. Se trata de los retratos de Félix María de Samaniego, Antonio de Trueba, Miguel de Cervantes y Juan Sebastián Elcano.